# هوراس تشيس
هوراس تشيس (بالإنجليزية: Horace Chase)‏ هو سياسي أمريكي، ولد في 25 ديسمبر 1810، وتوفي في 1886. انتخب عضو جمعية ولاية ويسكونسن.